# Jagmohan Kaur
Jagmohan Kaur (n. el 15 de octubre de 1948 † f. 6 de diciembre de 1997) fue una cantante de la música Punjabi india. Se hizo famosa con sus temas musicales de éxitos como Bapu Ve Add Hunni Ain, Ghara Wajjda y Gharoli Wajjd. También cantaba con su esposo, K. Deep, ambos eran conocidos por sus personajes de comedia como Mai Mohno y Post. Participó como actriz en una película Punjabi titulada "Daaj" y como cantante de playback para películas como Sukhi Parwar y Do Jattiyan.

## Biografía
Kaur nació el 15 de octubre de 1948 en Pathankot, Punjab, hija de Gurbachan Singh y Parkash Kaur. Se crio y cursó la educación primaria en el pueblo natal de Boorh Majra (hoy distrito de Ropar). Se matriculó en el Khalsa High School, en Kurali y después en el Arya Training School, en Kharar; también trabajó como profesora.
Más adelante, el aprendizaje por la música en el Kanwar Mohinder Singh Bedi, ella dejó su trabajo y comenzó a dedicarse al canto.
En un programa de Calcuta, conoció al cantante K. Deep. Formaron su propio grupo y se casaron el 2 de febrero de 1971. Tuvieron dos hijos y una hija.